# Passion Pit
Passion Pit é uma banda americana de indietronica de Cambridge, formada em 2007. A banda é composta exclusivamente por Michael Angelakos (vocal/teclado). Ele é acompanhado ao vivo por Chris Hartz (bateria), Aaron Folb (baixo/sintetizadores), Giuliano Pizzulo (guitarra/sintetizadores) e Ray Suen (guitarra/sintetizadores).
A banda lançou seu álbum de estreia Manners em 2009. Seu segundo álbum intitulado Gossamer foi lançado em 2012, que estreou como número 4 na Billboard 200 e deu à banda o seu primeiro álbum top 10. Kindred, o terceiro álbum da banda, foi lançado em 17 de abril de 2015 e foi precedido pelos singles "Lifted Up (1985)", "Where the Sky Hangs" e "Until We Can't (Let's Go)".

## História

### Nome
A banda escolheu seu nome do dicionário Variety Slanguage, um glossário de gírias frequentemente utilizada pela Variety, que foi fornecido por uma pessoa de dentro da publicação de Hollywood para ajudar os leitores não tão experientes a decifrar seu conteúdo. A revista usou o termo para se referir aos cinemas drive-in, devido à sua privacidade e ao fascínio romântico para os adolescentes.

### Formação
As primeiras músicas do Passion Pit, que mais tarde serviria para o EP Chunk of Change, foram escritas por Angelakos no Emerson College como um presente de Dia dos Namorados atrasado para sua então namorada. Em primeiro lugar, ele escreveu e realizou todo o seu material sozinho usando um laptop. Após um de seus shows solo na área de Boston, Ian Hultquist, que estava frequentando a Berklee na época, se aproximou de Angelakos e expressou interesse em criar e tocar a música de forma colaborativa. Eles formaram o grupo que consistia em Angelakos, Hultquist, Ayad Al Adhamy, Thom Plasse (baixo) e Adam Lavinsky (bateria). A banda passou um período considerável de tempo para concretizar um formato colaborativo e uma estrutura que funcionaria melhor para eles. Jeff Apruzzese e Nate Donmoyer se juntaram à banda logo depois que eles assinaram com a Frenchkiss em 2008, substituindo a Plasse e Lavinsky, respectivamente. Em 2012, Adhamy foi substituído por Xander Singh.

### 2007–09:Chunk of Change
O EP de estreia da banda, Chunk of Change, foi lançado em 16 de setembro de 2008. As quatro primeiras faixas foram aqueles que Angelakos tinha escrito como um presente para a namorada dele, que já havia se tornado popular em todo o campus do Emerson College, onde Angelakos assistia as aulas na época e estava passando suas próprias cópias auto produzidas. Duas faixas, "Sleepyhead" e "Better Things", foram adicionadas no lançamento comercial do EP. No mesmo ano do lançamento de seu primeiro do EP, a banda foi escolhida como o "Melhor Artista Local de 2008" na enquete de melhor música da WFNX/Boston Phoenix.
O primeiro e único single a ser lançado do EP, "Sleepyhead", recebeu uma boa dose de exposição através de seu uso em inúmeras campanhas de mídia e anúncios, enquanto o vídeo para a canção, dirigido pela The Wilderness, foi incluído na lista Top 40 Music Videos da Pitchfork em 2008. A canção contém samples de "Óró Mo Bháidín" da cantora e harpista irlandesa Mary O'Hara.
Outras canções do EP também receberam alguma exposição. "Cuddle Fuddle" foi apresentada na segunda temporada do The Inbetweeners do canal E4 e "I've Got Your Number" foi usada em um anúncio do cartão da O2, Money in the UK.

### 2009–11:Manners
O primeiro álbum de estúdio, Manners foi lançado em 18 de maio de 2009 no Reino Unido, e em 19 de maio de 2009 nos Estados Unidos e no Canadá. Em comemoração, a banda tocou suas músicas na festa de lançamento do álbum no dia 18, em Nova York, no barco de cruzeiro Rocks Off. Em um artigo de pré-estreia, o ClashMusic.com comentou que o álbum "tem todas as chances de se classificar como um dos melhores do ano" e que "ele revela nuances adicionais a cada prosa: um sinal infalível de um álbum com uma verdadeira longevidade".
A fim de obter para banda um acompanhamento específico sobre um vocal de apoio para Manners, o Passion Pit contou com a ajuda do coro PS22, que gravou os vocais em estúdio para três das canções do álbum: "The Reeling", "Little Secrets" e "Let Your Love Grow Tall". "The Reeling" foi o primeiro single a ser lançado do álbum e encontrou o sucesso na parada Billboard Alternative Songs, onde alcançou a posição número 34 em outubro, e "Little Secrets" foi o terceiro single a ser lançado e teve sucesso no parada, assim, chegando ao número 39. "Let Your Love Grow Tall" nunca foi lançado como um single, mas tinha alguma exposição sendo usada episódio 16 da quarta temporada da série de TV Ugly Betty.

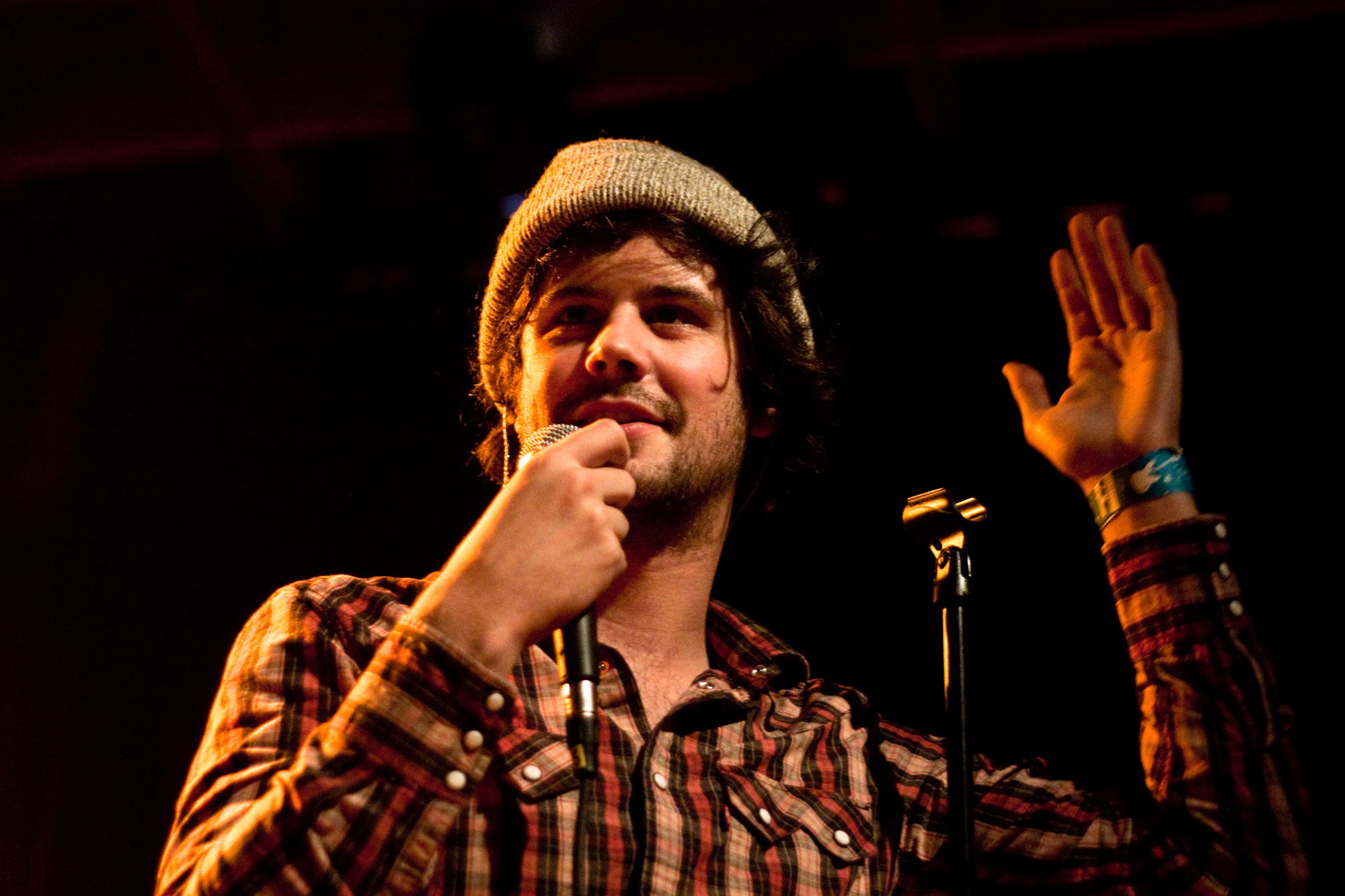
Michael Angelakos, integrante da banda em 2009.

O segundo single do álbum, "To Kingdom Come", foi usado no comercial da Rhapsody para seu aplicativo no iPhone.
"Sleepyhead" foi a única música de Chunk of Change a ser incluída no álbum e foi disponibilizado no iTunes gratuitamente como uma descoberta de download em 2009. A canção continuou a receber exposição adicional através de suas aparições em propagandas. Ela foi usada em um episódio da temporada 3 da série de drama adolescente, Skins e mais recentemente no trailer de estreia de LittleBigPlanet 2, o que levou a um aumento da popularidade da banda entre os fãs e jogadores do jogo, o que acabou criando, eventualmente, um jogo em versão instrumental da música para ouvir do primeiro jogo. Quando a sequência foi lançada, ele veio com uma versão instrumental real da canção, usada no trailer.
A música "Moth's Wings" foi usada no quarto episódio da terceira temporada da série de drama adolescente da The CW, Gossip Girl e nos créditos finais do episódio 36 de Big Love, da HBO. Ela apareceu no vídeo game FIFA 10 e foi destaque no filme Life as We Know It, estrelado por Katherine Heigl e Josh Duhamel. Além disso, a faixa tem sido usado como música de fundo para a cobertura da Liga dos Campeões da UEFA na Sky Sports e, como música de coreografia no quinto episódio, da oitava temporada, do programa de televisão norte-americano So You Think You Can Dance, o qual recebeu aclamação dos juízes. Ela também foi destaque em dois episódios do programa da MTV, Awkward. (o piloto e o final do terceiro episódio, respectivamente).
Em junho de 2009, a banda se apresentou no Festival de Glastonbury de 2009 em Pilton, Somerset, Inglaterra, onde dedicou a última canção de seu número para o astro do festival, Jarvis Cocker, que iria se apresentar no mesmo palco mais tarde no mesmo dia. Depois, a NME, enquanto fazia uma crítica favorável sober a performance do Passion Pit, relatou incorretamente que a banda havia dedicado toda o seu número à Cocker.
Em 13 de abril de 2010, a banda relançou Manners em um formato de edição de luxo que continha uma nova obra de arte e três faixas adicionais: versões reduzidas de "Sleepyhead" e "Moth's Wings" e um cover da música "Dreams" do The Cranberries. O lançamento da versão de luxo coincidiu com a prorrogação de sua turnê na América do Norte.
A banda lançou outro cover em junho de 2010, desta vez, servindo como oferecimento na canção hit "Tonight, Tonight" do The Smashing Pumpkins como parte de uma promoção da Levi chamada "Pioneer Sessions".
Em setembro de 2010, o Passion Pit participou da turnê com a banda inglesa Muse como ato de abertura em oito shows durante sua turnê de outono em partes dos Estados Unidos. Após os shows de apoio, a banda encabeçou o Campus Consciousness Tour, produzido pela Pretty Polly Productions em colaboração com a organização sem fins lucrativos Reverb do guitarrista Adam Gardner da banda Guster. A turnê de duas semanas contou com doze paradas em campos universitários e, além da música, concentrou em promover estilos de vida amigável ao meio ambiente. Bandas de abertura para a turnê incluiu Black Joe Lewis & the Honeybears e K. Flay.

### 2011–13:Gossamer
Em entrevista para a NME em agosto de 2010, Angelakos afirmou que já havia começado a trabalhar na sequência de Manners e que a banda pretendia lançar o álbum na primavera de 2011. Ele, então, disse que ele seria lançado no início de 2012,[carece de fontes?] e finalmente a data de lançamento foi em 24 de julho.
Dias depois de terem se apresentarem no festival Lollapalooza no Brasil em março de 2012, eles anunciaram o título do álbum, Gossamer, e que ele seria lançado em 24 de julho de 2012.
Em 7 de maio de 2012, a primeira faixa de Gossamer foi lançada, chamada "Take a Walk".
Em 12 de junho de 2012, a segunda faixa do álbum foi lançada, chamada "I'll Be Alright". A faixa vazou no início de 11 de junho e foi lançada como estreia pela NME em 8 de junho.
Em 9 de julho de 2012, a terceira faixa de Gossamer, chamada "Constant Conversations", foi revisada e apresentada como a "melhor faixa nova" pela Pitchfork. Ela foi lançada com a revisão com distribuição de conteúdo. Gossamer foi lançado oficialmente em 20 de julho de 2012.
Em 1 de julho de 2012, Angelakos postou no site do Passion Pit que a banda havia cancelado o restante das datas da turnê de julho e suspendeu a turnê, para que Angelakos procurasse um tratamento para o seu atual transtorno bipolar. Em entrevista para a Rolling Stone, Angelakos declarou que ele foi diagnosticado aos 17 anos, e que desde então é submetidos à terapias, cuidados hospitalares e a tomar medicamentos.
Em 13 de outubro de 2012, eles se apresentaram no programa Saturday Night Live. Eles tocaram "Take a Walk" e "Carried Away".
Em 15 de julho de 2013, foi anunciado publicamente que a banda seria a atração principal do primeiro "Festival Litoral" em Tampa, Flórida e em West Palm Beach, Flórida, com Two Door Cinema Club e Matt & Kim. Também incluíram na programação grupos tais como Fitz and The Tantrums, The Joy Formidable, The Neighbourhood, Capital Cities, The Mowgli's, Blondfire, Surfer Blood, The Royal Concept e St. Lucia.
Em 24 de setembro de 2013, o Passion Pit lançou o EP Constant Conversations, que foi lançado originalmente através do Spotify, mas depois foi disponibilizado no iTunes. O EP apresentou um versão alternativa de "Constant Conversations" de seu álbum de 2012 Gossamer, além de um lado-B a princípio inédito chamado "Ruin Your Day". A última faixa do EP foi um remix de "Carried Away", de Dillon Francis.

### 2014–presente:Kindred
Em 24 de junho de 2014, Angelakos anunciou através do Twitter que o Passion Pit estava trabalhando em seu terceiro álbum de estúdio ainda a ser intitulado. Angelakos confirmou que o terceiro álbum seria lançado de fato em 2015. Em antecipação ao lançamento, a banda postou diversas imagens codificadas em várias plataformas de redes sociais. Logo após a liberação de um código Morse, o site oficial do Passion Pit, que estava em construção desde o final de sua turnê de 2013, voltou. Ele agora é conhecido como "KindredTheAlbum.com". O site incluiu um pequeno clipe de 13 segundos intitulado "Essa luz piscante é apenas uma chama" e uma imagem de Angelakos saltando no ar.
Em 16 de fevereiro de 2015, a banda fez o upload de primeiro single do novo álbum "Lifted Up (1985)" em seu canal do YouTube. A banda então seguiu liberando o nome do restante das faixas e anunciando que álbum estaria disponível para pré-venda no dia seguinte (17 de fevereiro de 2015, terça-feira). A terceira faixa, intitulada "Where the Sky Hangs" também foi lançada no Vevo do Passion Pit, na madrugada de 17 fevereiro de 2015.

## Prêmios e honrarias
Em 2012, ouvintes da estação de rádio alternativa australiana Triple J Hottest 100 votaram na canção "Take a Walk", que ficou na posição 46 das 100 músicas mais quentes do ano.

## Membros da banda
Membros atuais
- Michael Angelakos – vocal principal, teclado (2007–presente)

Membros de apoio ao vivo
- Chris Hartz – bateria (2014–presente)
- Aaron Harrison Folb – baixo, sintetizadores (2015–presente)
- Giuliano Pizzulo – guitarra, sintetizadores (2015–presente)
- Ray Suen – guitarra, sintetizadores (2015–presente)

Antigos membros de apoio ao vivo
- Jeff Apruzzese – baixo, sin tetizadores (2008–2014)
- Nate Donmoyer – bateria (2008–2013)
- Ayad Al Adhamy – teclado, samples (2007–2012)
- Thom Plasse – baixo (2007)
- Adam Lavinsky – bateria (2007)
- Ian Hultquist – guitarra, teclado (2007–2014)[36]
- Xander Singh – teclado (2012–2014)[37]

## Discografia
- Manners (2009)
- Gossamer (2012)
- Kindred (2015)